# جوزپه ریزا
جوزپه ریزا (انگلیسی: Giuseppe Rizza؛ ۸ آوریل ۱۹۸۷ – ۶ ژوئیهٔ ۲۰۲۰) بازیکن فوتبال اهل ایتالیا بود.
از باشگاه‌هایی که در آن بازی کرده‌است می‌توان به باشگاه فوتبال یووه استابیا، باشگاه فوتبال لیورنو، باشگاه فوتبال یو. اس. پرگولیتزه، و باشگاه فوتبال اتلتیکو آرتزو اشاره کرد.